# Мазурек (торт)
Мазу́рек (от пол. mazurek; «мазовский», также мазу́рка) — традиционный польский торт родом из Мазовии, откуда и получил своё название. В Польше, как правило, выпекается на Пасху. Отличается небольшой толщиной — около 4 см.
Мазурек представляет собой корж различных форм и размеров из песочного теста, украшенный сверху фруктами, помадкой, кремом, орехами или посыпкой. Часто мазурек украшают пасхальной символикой.
В состав мазурека традиционно входит много фруктов, сухофруктов, цукатов, орехов.

## Галерея

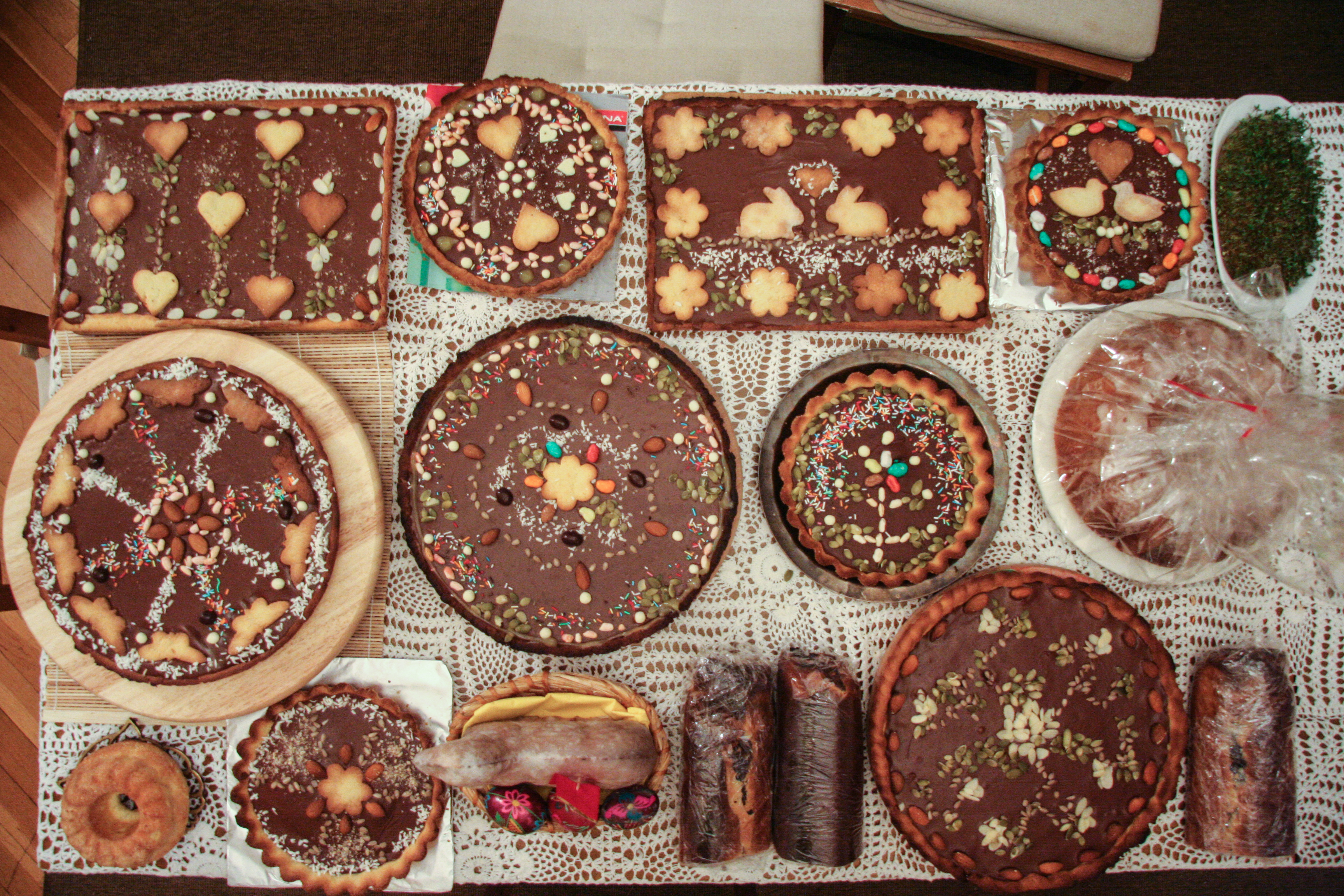
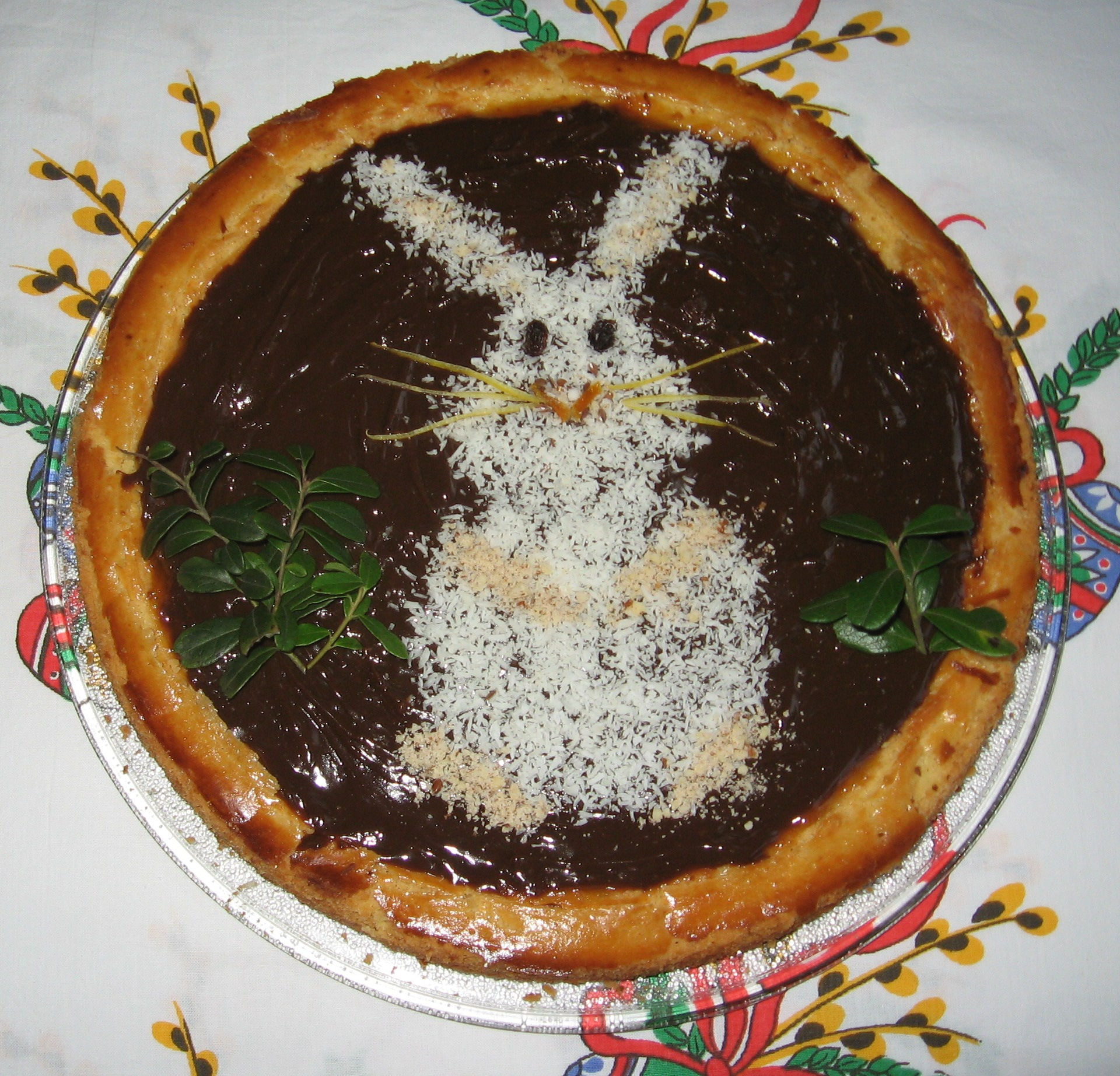
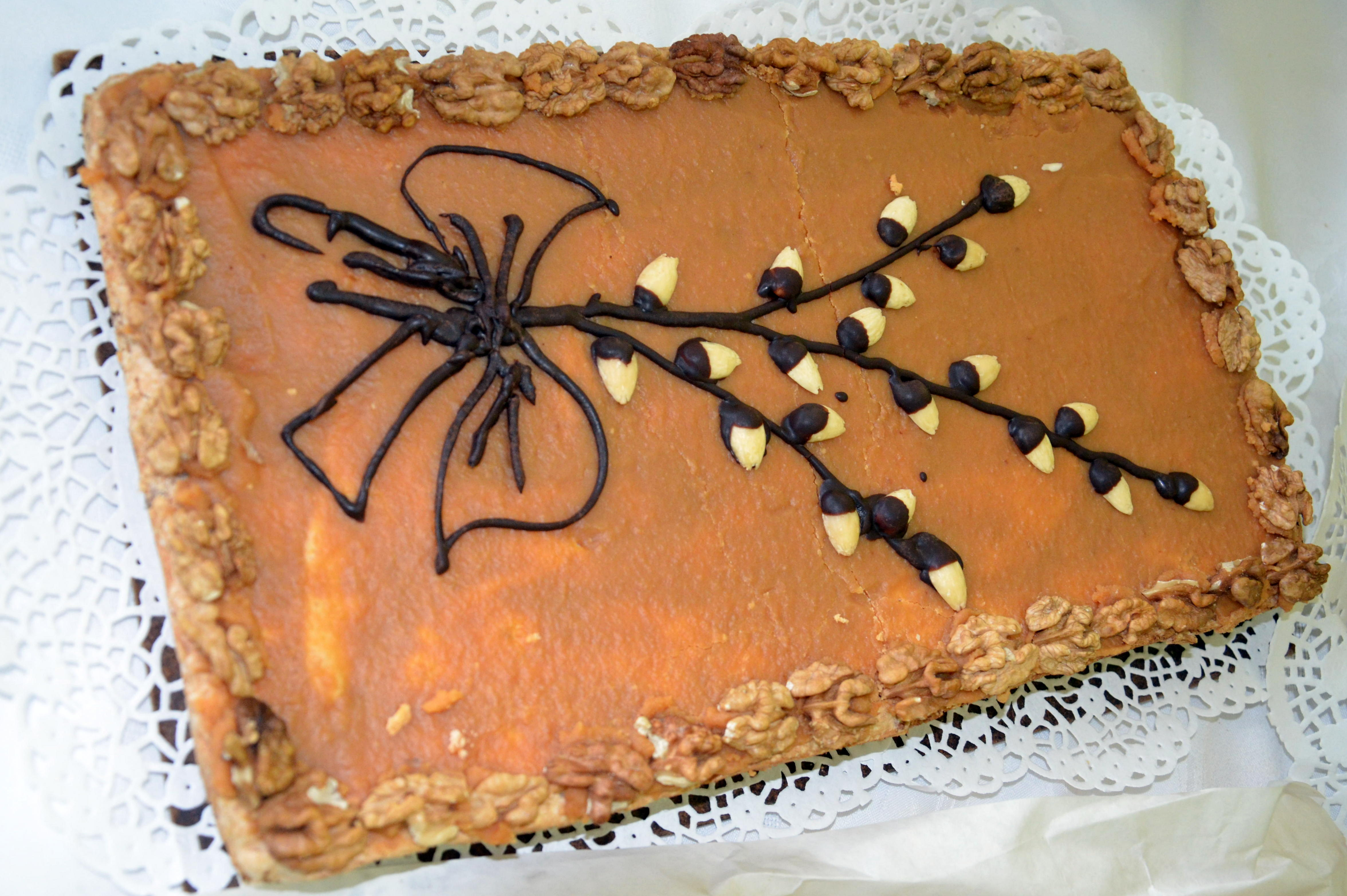
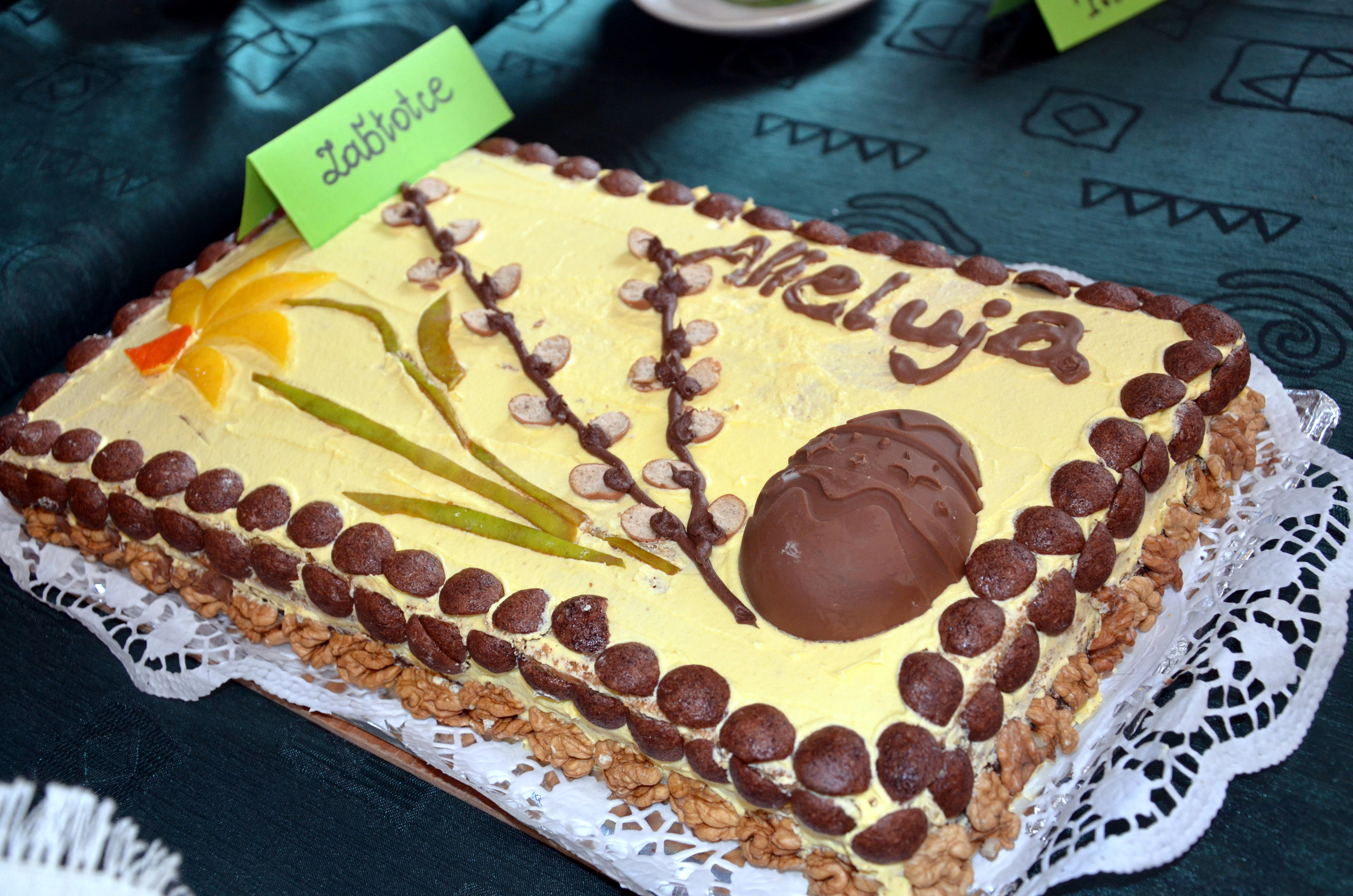
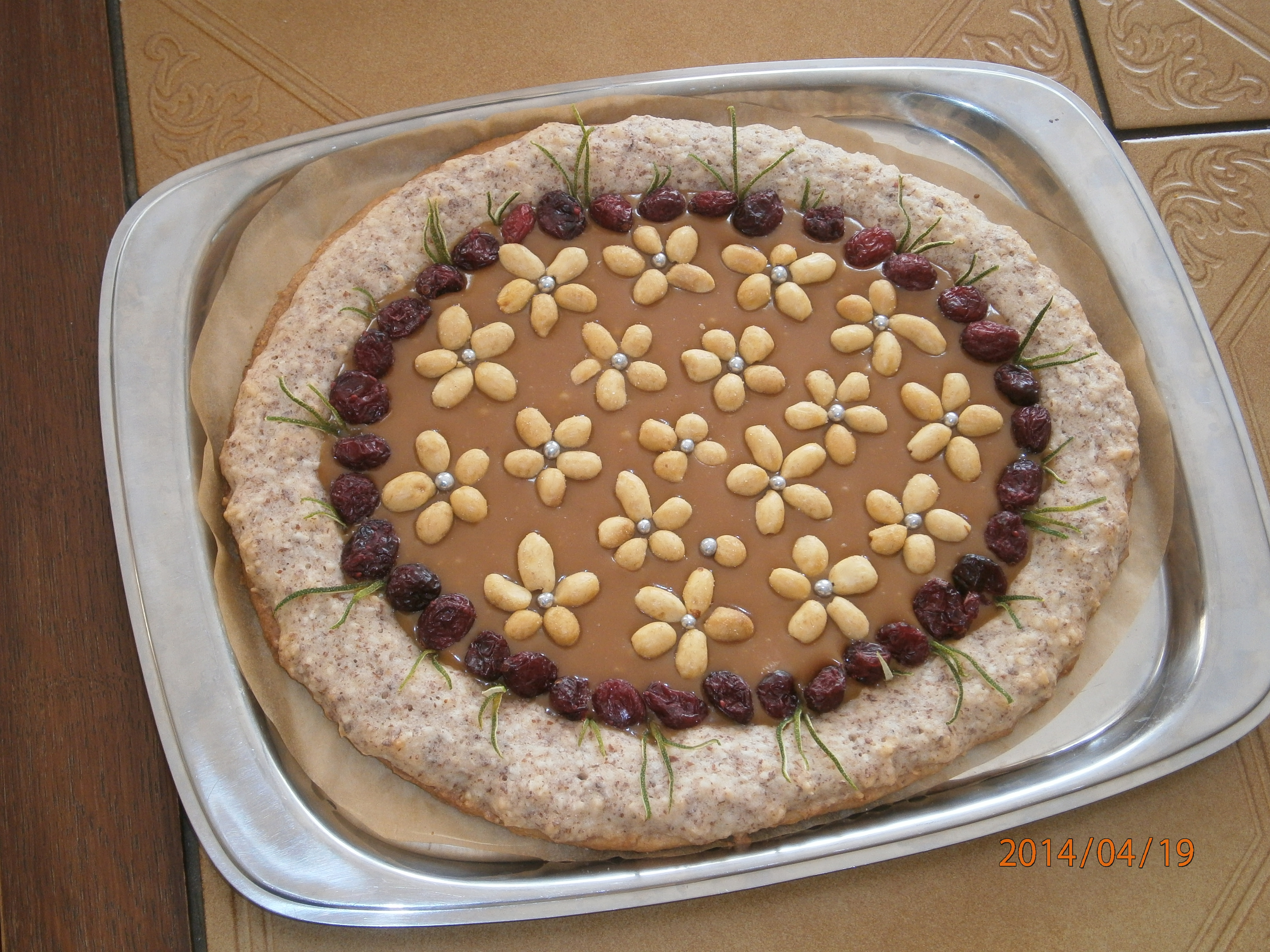
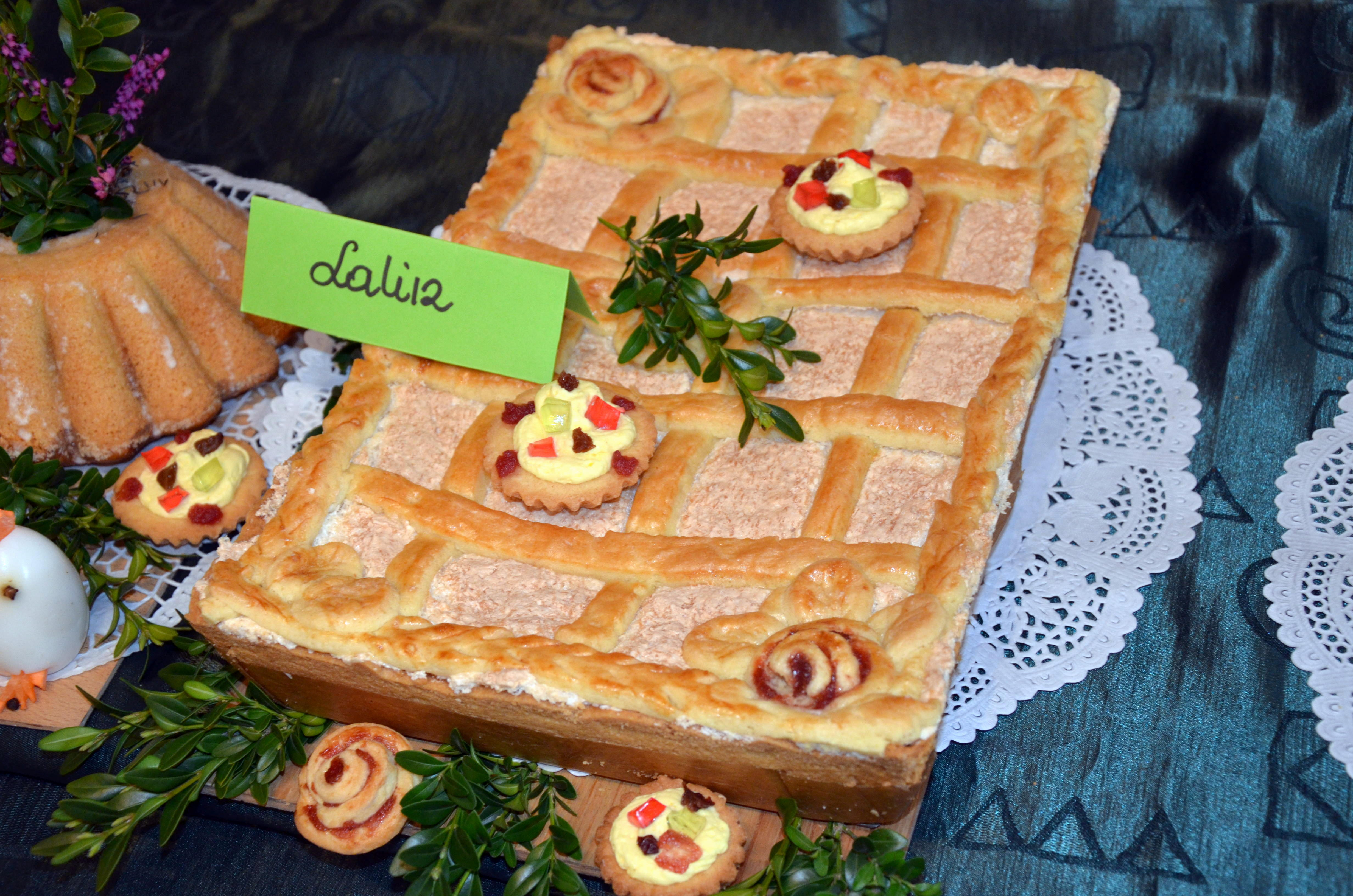
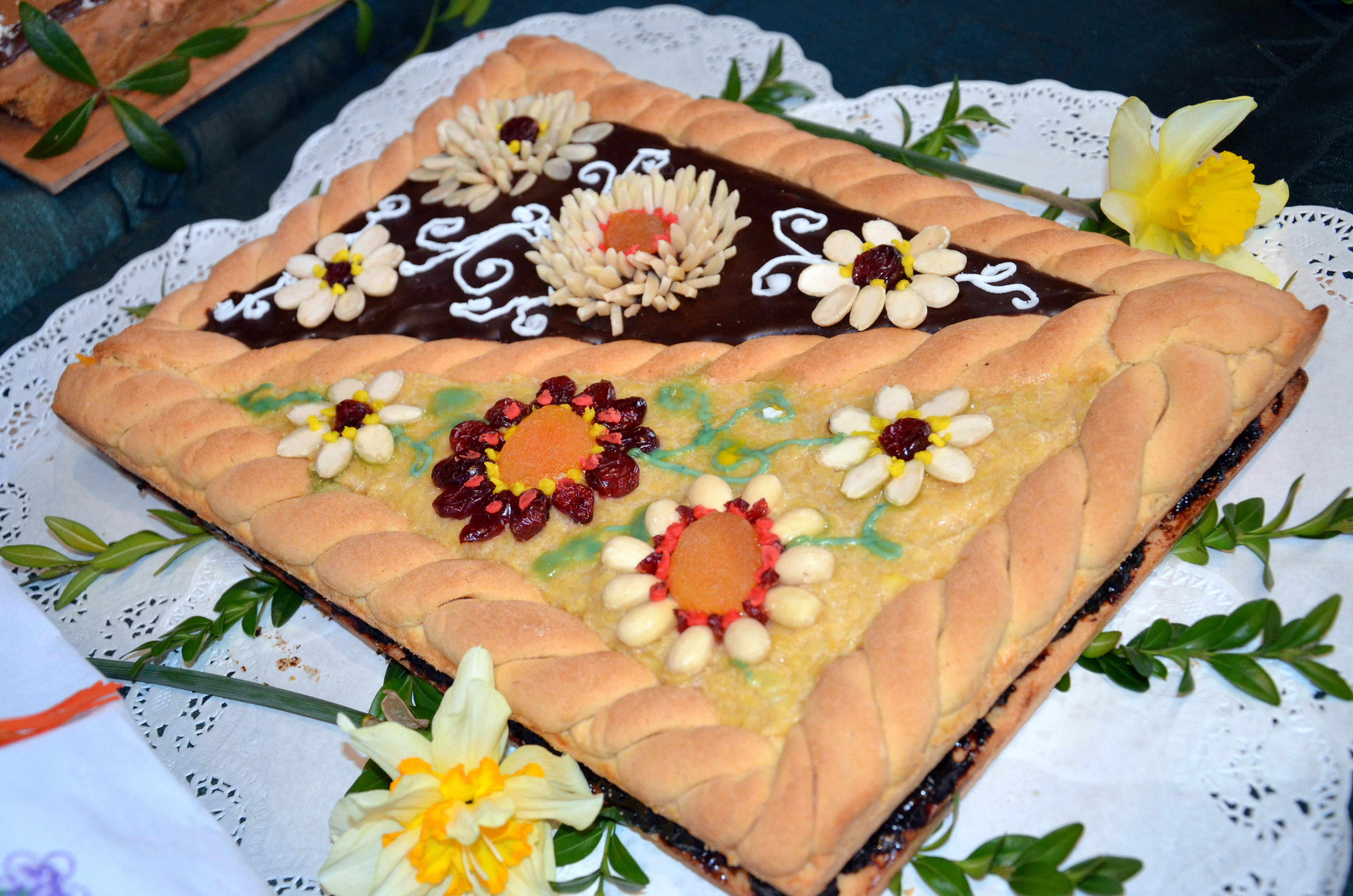
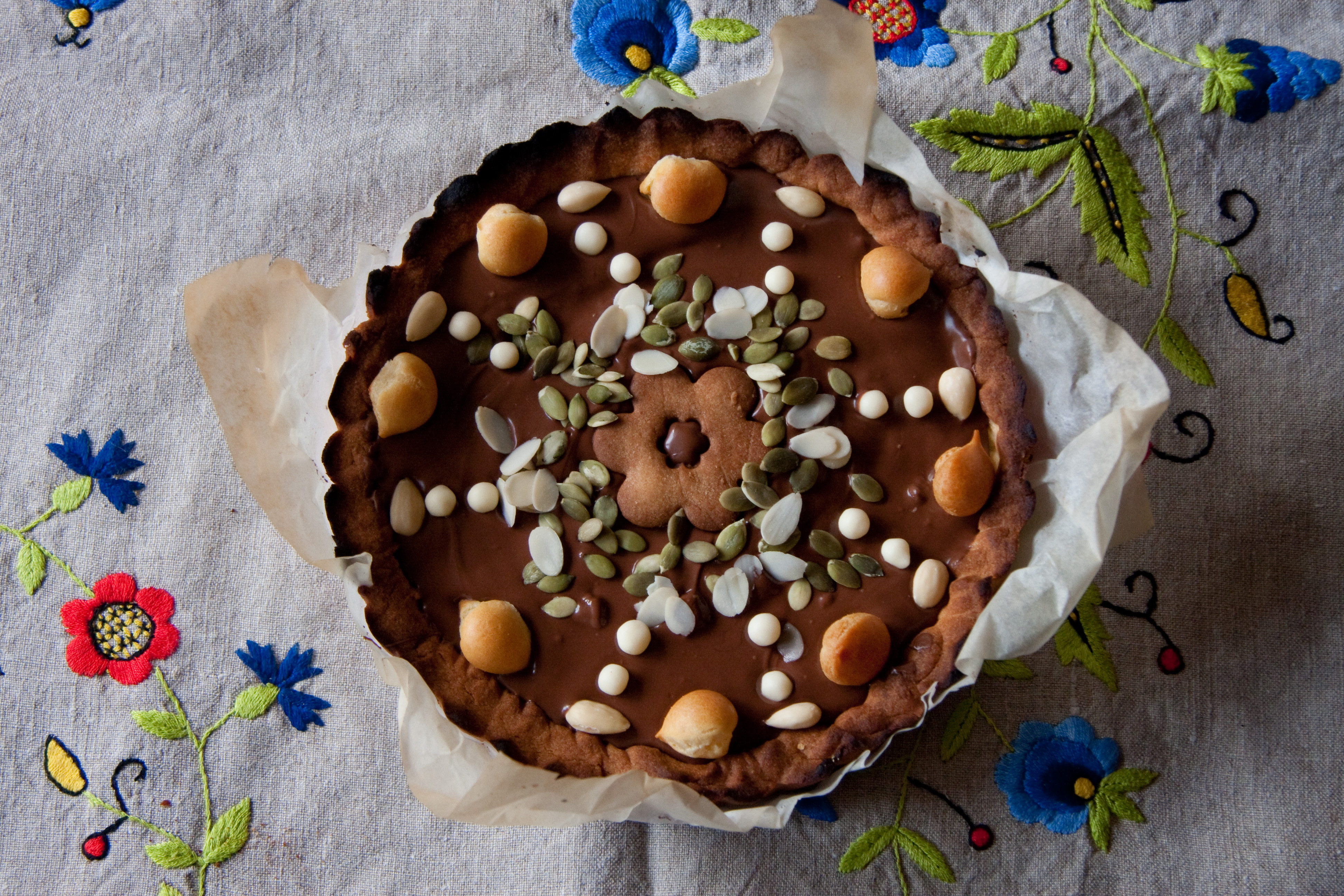